# Pháp lệnh Quy định khẩn cấp
Pháp lệnh Quy định khẩn cấp (Chương 241) là luật của Hồng Kông trao cho Trưởng điều hành trong Hội đồng quyền lực để đưa ra các quy định trong những dịp mà Trưởng điều hành tin là khẩn cấp hoặc nguy hiểm cho công chúng. Nó được giới thiệu lần đầu tiên ở Thuộc địa Hồng Kông vào năm 1922 để chống lại các cuộc tấn công của thủy thủ đã làm đình trệ các cảng của thành phố, và đã được viện dẫn nhiều lần trong thời kỳ thuộc địa.
Trong trường hợp khẩn cấp hoặc nguy hiểm trên quy mô công cộng, nó có thể được gọi bởi Hội đồng điều hành chính. Theo các quy định của pháp lệnh, Giám đốc điều hành có quyền đưa ra"bất kỳ quy định nào mà ông có thể xem là mong muốn vì lợi ích công chúng."Trong số nhiều quyền hạn cho phép Giám đốc điều hành thực thi khi ban hành sắc lệnh, nó cũng bao gồm các vụ bắt giữ, thu giữ tài sản, trục xuất, kiểm soát các cảng và giao thông, và kiểm duyệt.
Chính phủ Hồng Kông đã áp dụng sắc lệnh trong cuộc bạo loạn Hồng Kông năm 1967, trong cuộc khủng hoảng dầu mỏ năm 1973 , và trong các cuộc biểu tình ở Hồng Kông năm 2019.